# اتحاد الصحفيين المستقلين (إندونيسيا)
اتحاد الصحفيين المستقلين الإندونيسي (AJI) هو منظمة تدعم حرية الصحافة في إندونيسيا.
تأسس اتحاد الصحفيين المستقلين الإندونيسي عام 1994 على يد ساتريو أريسموناندار وأحمد توفيق وجويناوان محمد، مؤسس ومحرر مجلة تيمبو (Tempo) ردًا على منع حكومة سوهارتو إصدار ثلاث مجلات، هي: تيمبو وإديتور (Editor) وديتك (Detik). والمنظمة عضو في الاتحاد الدولي للصحفيين (IFJ) وتحالف جنوب شرق آسيا للصحافة (SEAPA). كذلك، فهي عضو في المنتدى الآسيوي لحقوق الإنسان والتنمية (FORUM-ASIA).

## وصلات خارجية
- AJI website